# Velké Meziříčí
Velké Meziříčí är en stad i Tjeckien.   Den ligger i distriktet Okres Žďár nad Sázavou och regionen Vysočina, i den centrala delen av landet, 140 km sydost om huvudstaden Prag. Velké Meziříčí ligger 426 meter över havet och antalet invånare är 11 753.
Terrängen runt Velké Meziříčí är huvudsakligen platt. Velké Meziříčí ligger nere i en dal. Runt Velké Meziříčí är det ganska tätbefolkat, med 166 invånare per kvadratkilometer. Närmaste större samhälle är Třebíč, 18,2 km sydväst om Velké Meziříčí. Trakten runt Velké Meziříčí består till största delen av jordbruksmark.